# Otto von Franqué

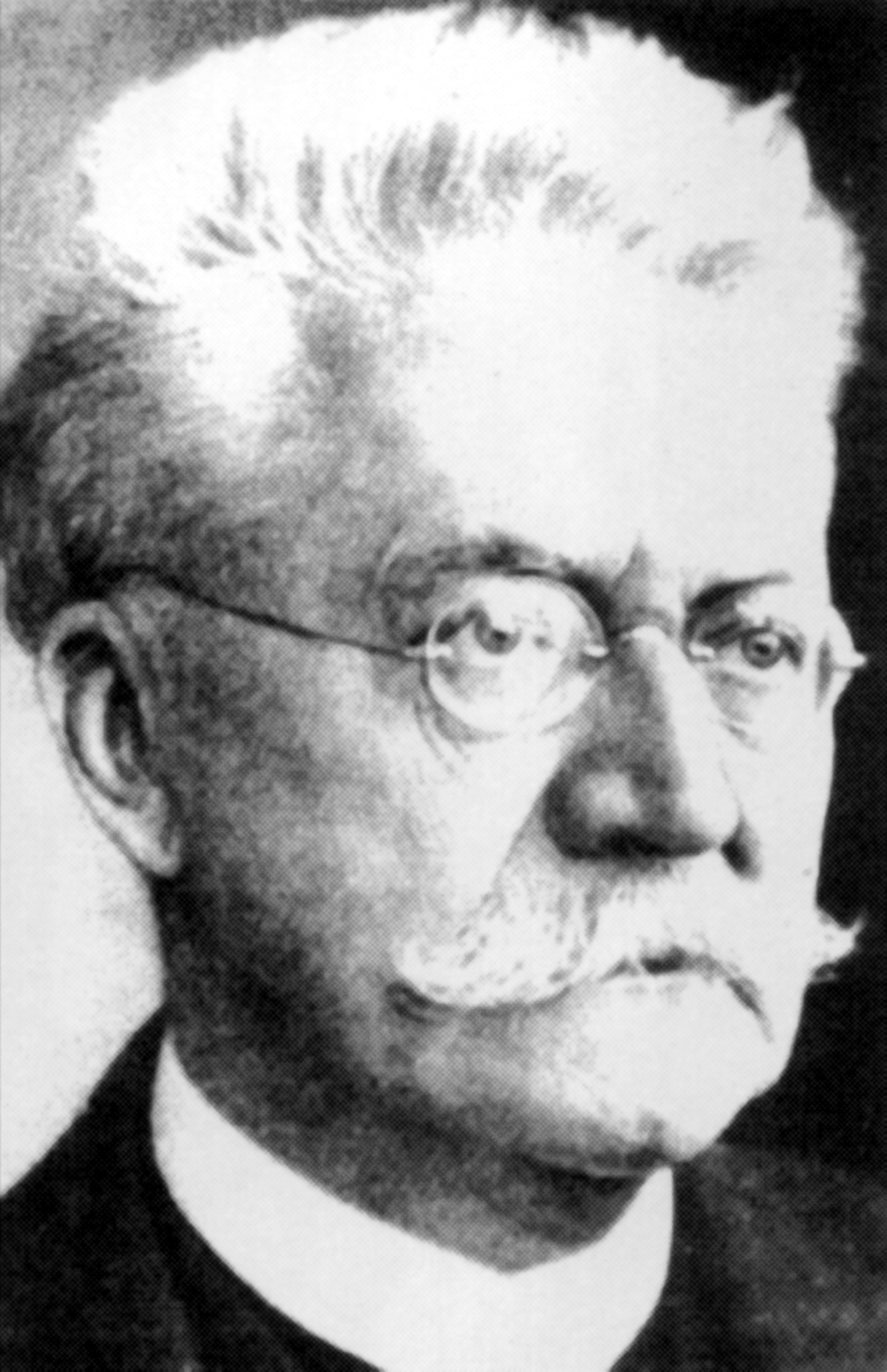
Otto von Franqué, um 1930

Otto Friedrich Wilhelm Paul von Franque (* 11. September 1867 in Würzburg; † 11. April 1937 in Schloss Kalkum) war ein deutscher Gynäkologe und Geburtshelfer. Er galt als Experte auf dem Gebiet der gynäkologischen Pathologie.

## Leben
Otto von Franqué wurde 1867 als Sohn des Bad Kissinger Brunnenarztes Otto von Franqué (1833–1879) geboren. Der Mediziner und Referent in Medizinalangelegenheiten bei der Herzoglich Nassauischen Landesregierung in Wiesbaden Johann Baptist von Franqué war sein Großvater. Otto von Franqué besuchte das Gymnasium in Münnerstadt und Würzburg von 1877 bis 1885. Danach studierte er Medizin in Würzburg und München, wurde 1889 in Würzburg promoviert und 1890 approbiert. Er erhielt seine gynäkologische Ausbildung unter Friedrich Wilhelm von Scanzoni an der Universitätsfrauenklinik Würzburg. 1899 wurde Franqué habilitiert und übernahm die Leitung des Labors der Klinik. 1901 wurde er zum außerplanmäßigen Professor ernannt. 1902 wurde er auf den Lehrstuhl der Karls-Universität Prag berufen. Bis 1907 war er Vorstand der dortigen Universitätsfrauenklinik. Danach wechselte er als Direktor der Universitätsfrauenklinik an die Ludwigsuniversität Gießen, wo er bis 1912 tätig war.
1912 trat er die Nachfolge von Heinrich Fritsch an der Universität Bonn an. Im selben Jahr war ihm die Heilung eines Eierstockkrebses mittels Behandlung mit Röntgenstrahlen gelungen. Seine Schüler waren unter anderem Walther Haupt, Harald Siebke, Hans Hinselmann, Werner Bickenbach und Heinrich Martius. 1916/1917 war er Dekan der medizinischen Fakultät. Am 18. Oktober 1922 trat er die Funktion als Rektor der Universität an. Dabei hielt er einen Vortrag zum Thema Folgen der Kriegs- und Nachkriegszeit für Mutter und Kind. 1922/23 erlangte er während der französischen Besatzung des Rheinlands politische Bedeutung. Als mit der Schließung der Universität gedroht wurde, trat er von seinem Amt als Rektor zurück. Nach Abzug der Franzosen im Februar 1926 hielt er eine Festrede im Arkadenhof der Universität. Franqué war der 20. Präsident der Deutschen Gesellschaft für Gynäkologie und leitete 1927 deren 20. Kongress in Bonn. Im Jahr 1926 wurde er zum Mitglied der Leopoldina gewählt.
Franqué gehörte bis 1932 der Deutschen Volkspartei und bis 1934 dem “Stahlhelm” an. Aus der DVP trat er aus, als diese für das Verbot der SA und SS stimmten. Er trat jedoch weder der NSDAP noch NS-Verbänden bei. 1933 ermöglichte er Robert Brühl von der Universitätsfrauenklinik Göttingen einen Wechsel als Dozent nach Bonn, nachdem diesem in Göttingen ein Lehrverbot erteilt worden war. Am 20. September 1934 trat Otto von Franqué aus der altkatholischen Kirche aus und war seitdem konfessionslos. Am 1. August 1935 wurde er emeritiert. Zuvor war jedoch bereits am 7. März 1935 Felix von Mikulicz-Radecki, der zu dieser Zeit Ordinarius an der Albertus-Universität Königsberg war, in der Klinik erschienen, um die Klinik zu begutachten, da er einen Ruf auf den Lehrstuhl erhalten hatte, den er jedoch letztlich ablehnte. Otto von Franqué war darüber nicht informiert worden.
Franqué war seit 1902 mit Erna Prym (8. April 1883 – 23. Oktober 1973) verheiratet, deren Vater, Friedrich Emil Fritz Prym, Mathematiker und Professor an der Universität Würzburg war. Aus dieser Ehe gingen sechs Kinder hervor. Otto von Franqué starb 1937 im Alter von 69 Jahren.

## Schriften
- Leukoplakia und Carcinoma vaginae et uteri. Z Geburtsh 60 (1907), 237
- Das beginnende Portiokankroid und die Ausbreitungswege des Gebärmutterhalskrebses. Z Geburtsh 44 (1901), 173
- Anatomie. Histogenese und anatomische Diagnose der Uteruscarcinome. In: Johann Veit, Walter Stoeckel (Hrsg.): Handbuch der Gynäkologie. Bergmann Verlag, München 1930

## Genealogie
- Gottfried Graf Finck von Finckenstein, Christoph Franke: Genealogisches Handbuch der Adeligen Häuser, A und B 2015, Band XXXVI, Band 158 der Gesamtreihe GHdA, Hrsg. Deutsches Adelsarchiv, C. A. Starke, Limburg (Lahn) 2015, S. 186 f. ISBN 978-3-7980-0858-8.